# Герзель-Аул
Герзель-Аул (рос. Герзель-Аул) — село у Гудермеському районі Чечні Російської Федерації.
Населення становить 4589 осіб (2019). Входить до складу муніципального утворення Герзель-Аульське сільське поселення.

## Історія
Згідно із законом від 27 лютого 2009 року органом місцевого самоврядування є Герзель-Аульське сільське поселення.

## Населення
| 1990  | 2002  | 2010  | 2012  | 2013  | 2014  | 2015  |
| ----- | ----- | ----- | ----- | ----- | ----- | ----- |
| 1106  | ↗3519 | ↗3887 | ↗4019 | ↗4106 | ↗4222 | ↗4300 |
| 2016  | 2017  | 2018  | 2019  |       |       |       |
| ↗4375 | ↗4444 | ↗4506 | ↗4589 |       |       |       |